# Bundes-Ehrenzeichen
Das Bundes-Ehrenzeichen ist eine staatliche Auszeichnung in Österreich, eingebettet in der Systematik der Orden und Ehrenzeichen der Republik Österreich, das für besondere Verdienste um das Gemeinwesen vergeben wird.

## Verleihung
Gerichtet ist die Auszeichnung an Personen, die durch ehrenamtliche, unentgeltliche Leistungen im Rahmen von Freiwilligen-Organisationen und Freiwilligen-Initiativen auf Gebieten, die Bundessache betreffen, Verdienste erbracht haben. In der Begründung des ÖVP-FPÖ-Initiativantrags vom September 2001 (siehe unter Hintergrund unten):

„In Österreich sind eine Reihe von Freiwilligen-Organisationen tätig, in denen ehrenamtlich Bürger im Interesse der Allgemeinheit Leistungen erbringen, die besonders im Rettungswesen, beim Katastrophenschutz, im Sozialbereich, in der Kultur, im Sport, im Umweltschutz, in der Jugend- und Altenbetreuung usw. zum Tragen kommen. Daneben werden auch in Freiwilligen-Initiativen in diesen Bereichen anerkannte Leistungen für das Gemeinwohl erbracht.
[…]
Ragen in diesen Organisationen und Initiativen Leistungen, bei Angelegenheiten, die von gesamtstaatlicher Bedeutung sind oder die sachlich dem Kompetenzbereich des Art. 10 B-VG zuzuordnen sind, besonders hervor, sollen diese durch Verleihung des Bundes-Ehrenzeichens angemessen gewürdigt werden.“

Die Verleihung erfolgt durch den Bundeskanzler oder durch den für den Sachbereich, in dem die auszeichnungswürdigen Leistungen erbracht worden sind, zuständigen Bundesminister.

## Hintergrund
Eingebracht wurde das Gesetz im Nationalrat am 26. September 2001 als Initiativantrag der damaligen Regierungsfraktionen (ÖVP-FPÖ-Regierung unter Bundeskanzler Schüssel; Vizekanzlerin und Bundesministerin für öffentliche Leistungen und Sport Susanne Riess-Passer) von den Nationalratsabgeordneten Andreas Khol (ÖVP) und Peter Westenthaler (FPÖ). Verabschiedet wurde das Bundes-Ehrenzeichengesetz am 23. Oktober in dritter Lesung mit den Stimmen von FPÖ und ÖVP, die Abgeordneten der SPÖ und der Grünen stimmten dagegen.
Während in der Parlamentsdebatte der Gesetzesvorschlag von den Abgeordneten der beiden Regierungsfraktionen FPÖ und ÖVP naturgemäß vehement verteidigt wurde, übten die zu Wort gemeldeten Abgeordneten der Opposition scharfe Kritik:
Walter Posch (SPÖ) verwies darauf, dass es ohnedies bereits 341 Orden und Auszeichnungen in Österreich, davon 157 der Länder, und es keinen Mangel an Auszeichnungen gebe. Er verwies darauf, dass der „Abgeordnete Khol explizit Dank seiner ‚Bürgergesellschaft‘ sagen [will], nachdem es seitens dieser Bürgergesellschaft geradezu einen Sturm der Begehrlichkeiten nach Orden gegeben hat.“ So seien sämtliche große Leistungen bereits durch Auszeichnungen abgedeckt, vielmehr ortete Posch hinter der Schaffung des Bundes-Ehrenzeichen unter Verweis auf die Bürgergesellschaft ideologische Gründe. Schließlich bezeichnete er das zu beschließende Bundes-Ehrenzeichen nach ihren Gesetzeseinbringern als „Khol-Westenthaler-Ehrenzeichen“ (abgekürzt „KWEZ“).
Auch Karl Öllinger von den Grünen verwies auf die schon hohe Anzahl von mehr als 300 Orden und eine Reihe zusätzlicher Auszeichnungen, die verliehen werden und stellte die Frage danach, warum es ein neues Bundes-Ehrenzeichen brauche, mit dem die Kompetenz zur Verleihung vom Bundespräsidenten übergangen und man sie auf den Bundeskanzler bzw. auf die Bundesminister übergehen lässt. Er vermutete „Gründe, die möglicherweise in der Rivalität zwischen Bundespräsident und Bundesregierung beziehungsweise Bundeskanzler zu suchen sind. Möglicherweise entwickelt sich daraus auch das Bedürfnis, dass, wenn ein ‚schwarzer‘ [ÖVP, Anm.] Minister ein Bundes-Ehrenzeichen verleiht, ein ‚blauer‘ [FPÖ, Anm.] Minister für seine Klientel dann auch noch ein Ehrenzeichen verleihen möchte.“ Letztlich verwies Öllinger darauf, dass es sich dabei wiederum um einen Orden für Männer handeln würde, da Frauen es nicht sind, die die Chefs der Freiwilligen-Organisationen und -Initiativen seien, sondern die Frauen vielmehr „in der Summe wesentlich mehr an nachbarschaftlichen Leistungen [erbringen], an stillen Leistungen, die durch das, was Sie [ÖVP und FPÖ] hier mit gesamtstaatlichen Leistungen erfasst wissen wollen, mit Sicherheit nicht abgedeckt sind.“

## Aberkennung
Erstmals wurde mit dem § 5 Bundes-Ehrenzeichengesetz für eine Bundesauszeichnung ein Aberkennungsparagraf vorgesehen. Gleichzeitig mit der Verabschiedung im Nationalrat am 23. Oktober 2001 wurde ein solcher Paragraf auch dem Bundesgesetz über die Schaffung eines Österreichischen Ehrenzeichens und Ehrenkreuz für Wissenschaft und Kunst hinzugefügt (dort: § 8a).

## Rechtsgrundlagen
- Bundesgesetz über das Ehrenzeichen für Verdienste um die Republik Österreich, das Bundes-Ehrenzeichen sowie das Österreichische Ehrenzeichen für Wissenschaft und Kunst und das Österreichische Ehrenkreuz für Wissenschaft und Kunst (Ehrenzeichengesetz – EhrenzeichenG), 3. Abschnitt, Bundes-Ehrenzeichen. In der Stammfassung BGBl. I Nr. 132/2023 (NR: GP XXVII RV 2197 AB 2222 S. 235. BR: AB 11328 S. 959).
  - gesamte Rechtsvorschrift in der geltenden Fassung im Rechtsinformationssystem des Bundes (RIS).

- Die Ausgestaltung des Bundes-Ehrenzeichens und die Trageweise ist durch die Verordnung der Bundesregierung betreffend das Bundes-Ehrenzeichen in der Stammfassung BGBl. II Nr. 375/2023 normiert.
  - gesamte Rechtsvorschrift in der geltenden Fassung im RIS.